# Francesco Verlengia
Francesco Verlengia (Lama dei Peligni, 14 dicembre 1890 – Chieti, 15 dicembre 1967) è stato un bibliotecario italiano.

## Biografia
Nacque a Lama, nel palazzo di famiglia in piazza  Umberto  I, oggi museo a lui dedicato  e biblioteca comunale.
Dopo gli studi al Liceo ginnasio G.B. Vico di Chieti si trasferì a Firenze, dove frequentò lo studio di pittura e scultura di Emilio Notte e i corsi della Facoltà di lettere dell'Università, stringendo amicizia con Paolo Toschi e Giovanni Papini. Partecipò alla prima guerra mondiale, come tenente di fanteria. Nel 1927 conseguì la laurea in filosofia all'Università di Firenze e insegnò filosofia, storia e storia dell'arte nelle scuole superiori di Firenze, Pistoia, Siena, Teramo, Lanciano, Pescara e Chieti.
Dal 1938 assunse la direzione della Biblioteca Provinciale di Chieti, succedendo al predecessore Francesco Di Pretoro. La sua direzione si caratterizzò per l'indirizzo contrario a quello del Di Pretoro, curando le acquisizioni di libri e periodici di orientamento ideologico diverso da quello fascista, con particolare attenzione alla filosofia e alla cultura straniera. Verlengia iniziò anche la catalogazione dei manoscritti e la redazione del catalogo per soggetti, colmando le vistose lacune nelle discipline etnoantropologiche, artistiche e religiose con particolare riferimento agli studi di carattere regionale.
Oltre a ciò, Verlengia viaggiò per l'Abruzzo e il Molise, catalogando del materiale presso le chiese, e segnalando nelle riviste di cultura alcuni pittori e scultori abruzzesi e molisani, auspicando studi più approfonditi, risultando un apripista su molti settori. A Chieti raccolse e salvò statue e pitture in stato di degrado, allestendo insieme alla Soprintendenza e al comune di Chieti l'Antiquarium Teatinum nel tempio dei Dioscuri (attuale museo archeologico "La Civitella"), il museo diocesano teatino nel palazzo del seminario della cattedrale, e la pinacoteca civica, attuale Museo d'arte "Costantino Barbella" a Chieti. Strinse rapporti di amicizia e di stima professionale con lo scultore Pasquale Di Renzo (Chieti 1921-Lanciano 1967), progettista, direttore dei lavori ed esecutore del Sacrario Militare Nazionale di Chieti.
Si adoperò per la costruzione di una nuova sede della biblioteca provinciale di Chieti, inaugurata nel 1947.
Persona di larghi interessi culturali, si occupò anche di storia dell'arte (collaborando tra l'altro all'organizzazione della Pinacoteca Provinciale di Chieti e del Museo Diocesano di Chieti), di tradizioni popolari e di poesia dialettale. Fece parte inoltre della Deputazione di storia patria negli Abruzzi. Nel 1948 fondò la «Rivista Abruzzese» a Chieti, con scopo di diffondere la ricerca e gli studi abruzzesi, che diresse fino al 1963, quando stanco e malato la cedette allo studioso di folklore e tradizioni popolari prof. Emiliano Giancristofaro, che la spostò a Lanciano.
Morì a Chieti nel 1967. La biblioteca provinciale di Chieti gli ha dedicato una sala, il comune di Lama dei Peligni invece il belvedere accanto alla chiesa madre.

## Gli studi
Verlengia perfezionò lo studio delle attività folkloriche abruzzesi, militando di paese in paese per scrivere i suoi articoli da pubblicare nei fascicoli della sua Rivista Abruzzese.

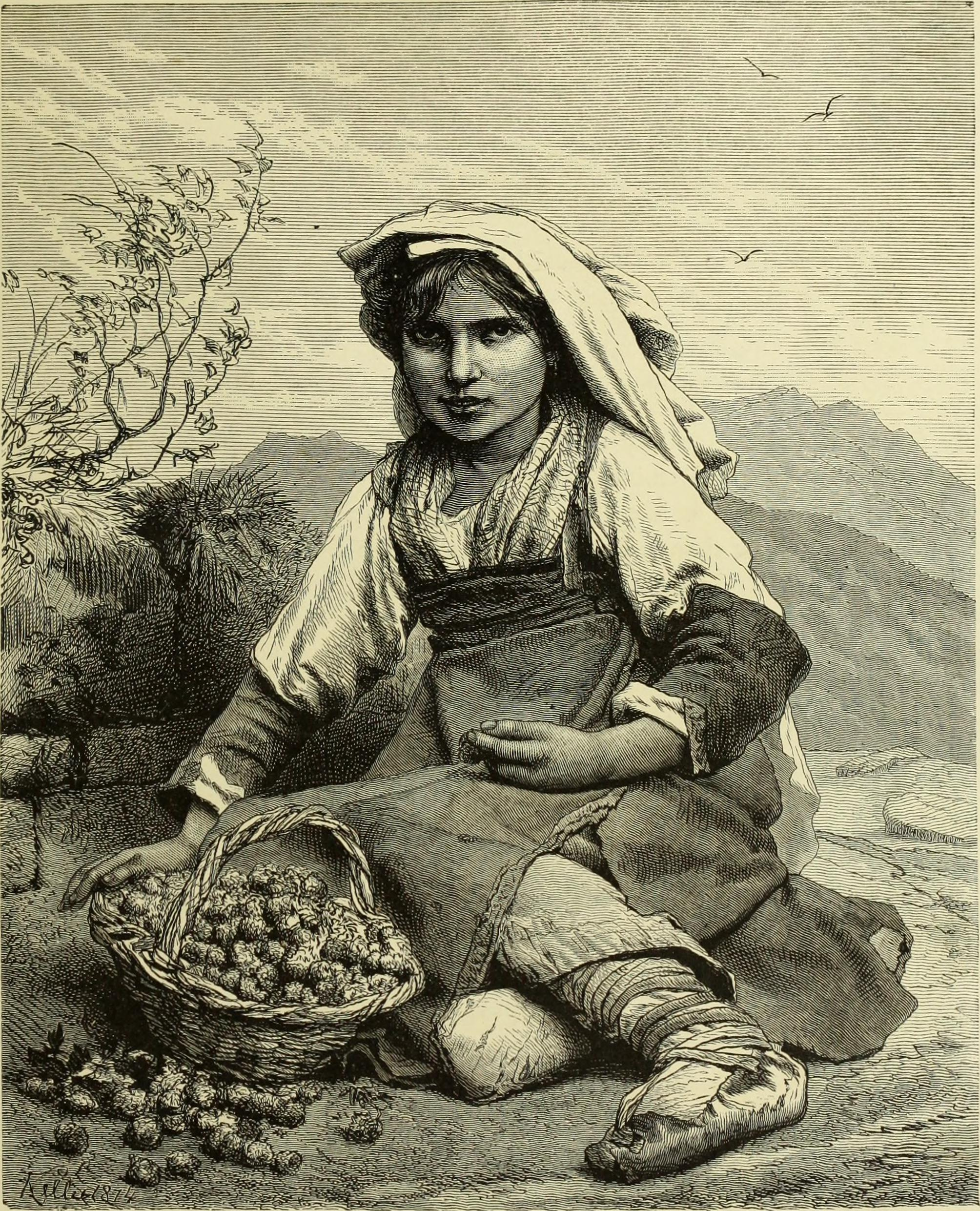
Contadinella abruzzese in costume tipico, in un'incisione del 1877

Verlengia si concentrò, dalla fondazione della Rivista abruzzese a Lanciano (CH), nella pubblicazione in rassegne trimestrali, insieme a M. Chini, E. Giancristofaro e altri, di articoli sulla cultura abruzzese in generale, in particolare su alcuni aspetti di storia dell'arte non adeguatamente approfonditi, oppure su curiosità popolari sul folklore o su pratiche religiose desuete. Molti articoli prima della Rivista erano pubblicati su periodi regionali o provinciali, poi furono raccolti nella Rivista.
Verlengia, quando divenne direttore della Biblioteca provinciale De Meis a Chieti (1936), riordinò il materiale bibliografico raccolto da Francesco Di Pretoro, compito che passò poi dal 1967 ad Emiliano Giancristofaro, presidente anche della Deputazione abruzzese di Storia patria. Verlengia al di fuori dei suoi brevi articoli, pubblicò una monografia molto accurata su un tema a lui caro, il culto lamese del Santo Bambino presso la chiesa parrocchiale (1957). Lo stile di Verlengia nei suoi articoli è asciutto e dettagliato, benché oggi una parte degli articoli siano, dopo ricerche più aggiornate, ormai desueti, in quanto all'epoca della compilazione non si avevano abbastanza fonti per la trattazione dello specifico tema. Pur restando il fatto che a Verlengia si deve la scoperta e l'analisi di varie opere sconosciute come la Madonna di Orsogna conservata nel deposito museale di Chieti, le "pupe" di Lama (due monoliti di pietra dall'aspetto muliebre), il sito archeologico di Juvanum a Montenerodomo, opere che in seguito alla sua morte verranno maggiormente approfindite.
Altro merito di Verlengia fu quello dell'essersi recato in Francia a studiare delle pergamene medievali riguardanti la storia dell'abbazia dei Santi Vito e Salvo a San Salvo, abbazia benedettina fiorente del basso Abruzzo, decaduta nel XV secolo, e poi trasformata nella chiesa parrocchiale di San Giuseppe. Le pergamene furono solo messe "in luce" dal Verlengia, ma non criticamente  analiticamente studiate, compito che ancora oggi deve esser svolto, nonostante gli appelli anche dello storico di abruzzesistica medievale Luigi Pellegrini
Gli articoli più felici e approfonditi del Verlengia, specialmente sulle pratiche e le opere d'arte del suo territorio: Lama, Taranta, Torricella, Palena, Fara San Martino, Lanciano, Casoli, sono molto dettagliati, merito anche la corrispondenza di Verlengia con Giuseppe Pitrè e Gennaro Finamore, insigne folklorista e antropologo della vicina Gessopalena. L'articolo sulla pratica religiosa, prendendo in esame ad esempio il culto della Madonna di Corpisanti (Contrada di Lama dei Peligni), è strutturato schematicamente:
- Descrizione della pratica
- Mostra dei documenti o delle voci del volgo che testimonino l'antichità e le origini del culto
- Descrizione della festa e del santuario di riferimento
- Alcune considerazioni di comparazione con altre feste abruzzesi e oltre regione.

## Opere
- Il Santo Bambino di Lama dei Peligni, Mancini -Lanciano (1957)
- Scritti 1910-1966: arte, tradizione, storia, letteratura, a cura di Rosanna Caprara (Lanciano 2007), stampa della Rivista Abruzzese - il volume raccoglie tutti gli scritti pubblicati da Verlengia per i vari giornali italiani e abruzzesi, specialmente nella Rivista Abruzzese di Scienze, Lettere e Arti [RASLA] (1886-1919), Momento sera e la nuova Rivista abruzzese, fondata nel 1948 e tuttora attiva
- Guida storico artistica di Chieti / Spigolature abruzzesi: Chieti dopo il 1860, Chieti 1980, si tratta di 2 volumetti con gli scritti di Verlengia inerenti alla storia, all'arte e alle curiosità su Chieti.

Elenco parziale degli articoli di Verlengia, dal vol. "Scritti (1910-1966)", Rivista abruzzese 2007
- Una lapide romana nel territorio di Lama dei Peligni, RASLA, 1912 f. X
- La leggenda di San Sebastiano protettore di Lama dei Peligni e il terremoto del 1742, RASLA 1915, f. III
- Chieti: chiesa di Santa Chiara, alcuni quadri del sec. XVII-XVIII, RASLA, 1916, f. II
- Francavilla al Mare: due quadri di Donato Teodoro, RASLA 1916
- Il Taumaturgo Bambino di Lama dei Peligni, RASLA 1916, f. II
- La festa di San Biagio in Taranta Peligna: paesi, tradizioni, leggende della Valle dell'Aventino, RASLA 1916, f III
- La Madonna di Carpineto di Rapino, RASLA 1916 f. V
- Le Sette Madonne della valle dell'Aventino, RASLA 1916, f. XII
- La leggenda di Sant'Onofrio, RASLA 1916, f. XII
- Motti e distintivi satirici dei paesi d'Abruzzo, RASLA 1918
- Storia del convento di Santa Maria della Misericordia a Lama dei Peligni, L'Alba 1922
- Sculture lancianesi del sec. XVI, L'Alba 1922
- Un quadro di Tommaso Alessandrino pittore ortonese del sec. XVII nella chiesa dei Cappuccini di Lanciano, Corriere Frentano, 1923
- Il quadro di San Gilberto nella chiesa matrice di Casoli, Corriere Frentano 1923
- Pitture di Sebastiano Majewski nel chiostro di Santa Maria delle Grazie in Ortona a mare, Corriere Frentano 1926
- La Majella leggendaria: vecchie storie di eremiti, di concubine e di tesori della grotta di Sant'Angelo in Lama, Il Giornale d'Abruzzo e Molise, 1929
- Una statua del sec. XIII rinvenuta a Chieti, La Tribuna 1931 - importante articolo sul ritrovamento della Sant'Anna "metterza" nella chiesa cimiteriale di Chieti dedicata a Sant'Anna
- La chiesa di San Pantaleone a Miglianico, La Tribuna 1931
- Opere d'arte raccolte nel Regio Liceo ginnasio "Giambattista Vico" di Chieti, La Tribuna 1931
- Glorie e memorie della Badia di San Salvo del Trigno, La Tribuna 1931
- La Madonna delle Rose di Torricella Peligna, L'Indipendente 1932
- La tessitrice e il figlio scemo (fiaba popolare), L'Indipendente 1932
- La Contessa di Palena nella valle dell'Aventino (leggenda abruzzese), L'Indipendente 1932
- La leggenda dei Peligni, L'Indipendente 1932
- Un fonditore teatino del sec. XVII, L'indipendente 1932
- Il passaggio di Ferdinando II per Lama dei Peligni, L'Indipendente 1932
- La leggenda e la festa di San Marziale a Torricella Peligna, Nuovo Abruzzo 1933
- Il pittore teatino Nicola de Laurentiis, Nuovo Abruzzo 1933
- San Giustino di Chieti, La Tribuna 1934
- Antiche sculture del sec. XIV e XVI rinvenute in Atessa, La Tribuna 1934
- L'ordinamento di un museo annesso alla basilica di San Clemente a Casauria, La Tribuna 1934
- I lavori di restauro della chiesa collegiata di Atessa, La Tribuna 1934
- Il progetto di ripristino della facciata della chiesa di San Marciano in Aquila, La Tribuna 1934
- Il museo diocesano di Chieti, La Tribuna 1935
- Un'interessante lapide romana nel costituendo museo Casauriense, La Tribuna 1935
- Le opere d'arte nella chiesa parrocchiale di Pollutri - con leggenda di San Nicola, La Tribuna 1935
- Le statue della distrutta chiesa di San Domenico di Chieti, La Tribuna 1936
- Chieti ottocentesca nelle descrizioni di artisti e poeti, La Tribuna 1936
- Il Santissimo Crocifisso di Città Sant'Angelo, La Tribuna 1937
- L'Antica campana di Roio del Sangro e mastro Nicola di Capracotta, La Tribuna 1937
- Chieti città archeologica: il Capitolium Teatino, Il Popolo di Roma 1938
- La Mater Domini di Chieti, Il Giornale d'Italia 1940
- Il castello di Roccascalegna, Il Giornale d'Italia 1940
- Sant'Ubaldo di Gubbio patrono di Taranta Peligna, Il Giornale d'Italia 1940
- La chiesa teatina dedicata a Sant'Antonio abate, Il Giornale d'Italia 1940
- Arte e artisti germanici del '400 chietino, Il Giornale d'Italia 1940
- San Filippo de L'Aquila: splendori e decadenza, Il Messaggero 1941
- La Madonna di Fraine, Il Messaggero 1941
- La chiesa di San Francesco - Chieti sacra, Il Messaggero 1942
- La Provincia di Chieti alla Mostra d'arte religiosa popolare di Venezia, Il Messaggero 1942
- la Croce processionale di San Martino sulla Marrucina, Il Messaggero 1942
- Un ritratto dello scultore Barbella eseguito da Francescopaolo Michetti, Il Messaggero 1942
- I restauri del teatro romano di Chieti, Il Messaggero 1942
- La Madonna col Bambino nella Pinacoteca civica di Chieti, Il Messaggero 1943
- La più antica immagine di San Giustino, Il Messaggero 1943
- La Madonna della Strada di Scerni, Il Messaggero 1943
- Chieti e il culto di San Nicola di Bari, Il Messaggero 1943
- La Madonna di Orsogna, Il Messaggero 1943
- Per il restauro della Santissima Annunziata di Fara San Martino, Il Messaggero 1943
- Recenti acquisti al Museo archeologico degli Abruzzi, Il Messaggero 1943
- Chieti del '600 in una rappresentazione pittorica religiosa di San Gaetano, Il Messaggero 1943
- San Bernardino da Siena protettore di Gissi, Rinascita d'Abruzzo 1945
- Il braccio di rame dorato di San Panfilo nella chiesa parrocchiale di Scerni, Rinascita d'Abruzzo 1945
- Paolo di Zinno, scultore di Campobasso, L'Indipendente 1946
- Adriano Fedri organaro di Atri, L'Indipendente 1946
- La statua di Santa Elisabetta nel santuario di Crecchio, Momento sera, 1946
- Il restauro della chiesa del Tricalle e la statua della Mater Populi Teatini, Momento sera 1946
- Il restauro della statua di San Donato a Guardiagrele, Momento sera 1947
- Il Brindisi di un cafone, poesia dialettale di Giuseppe Paparella, Momento sera 1947
- Domani festa di Sant'Antonio: piedigrotta abruzzese per le vie di Chieti, Momento sera 1947
- Gli antenati peligni di Vincenzo Bellini, Momento sera 1947
- Un monumento d'arte a Lanciano: la dugentesca chiesa di Santa Maria Maggiore, Momento sera 1947
- Il convento di Lama dei Peligni: l'eremo da cui uscì un papa, Momento sera 1947
- La chiesa di San Rocco verrà ricostruita a Orsogna, Momento sera 1948
- Nella cattedrale di Pescara: il nuovo busto di San Cetteo eseguito da Arrigo Minerbi, Rivista abruzzese 1949
- Una nobile figura di donna: Isabella Gonzaga marchesa di Pescara, Momento sera 1949
- I suggestivi monumenti dei sec. XIV-XV che danno a Lanciano la sua fisionomia arcaica e nobiliare, Momento sera 1949
- Il miracolo di San Domenico e il lupo e la festa di Pretoro, Momento sera, 1 maggio 1949
- I preziosi ostensori di Francavilla al Mare e di Atessa, Momento sera 1949
- Il mito di Ercole nella valle dell'Aventino, Rivista abruzzese 1950
- Biblioteche popolari in provincia di Chieti, Rivista abruzzese 1951
- La Morgia di Gessopalena, Momento sera 1951
- La Valle di Fara San Martino, Momento sera 1951
- Vincenzo Balzano (un omaggio per la morte), Rivista abruzzese 1952
- La torre campanaria di Chieti, Momento sera 1952
- Il Teatro dell'antica Juvanum, Momento sera 1952
- Barbella lo scultore di statue piccine, Momento sera 1952
- La chiesa di San Silvestro all'Aquila, Momento sera 1952
- Le donne di Pettorano: busto coperto di panno blu laccetti d'oro, Momento sera 1952
- Il portale del duomo di Larino, Momento sera 1952
- La chiesa di Santa Maria in Val Porclaneta presso Rosciolo, Momento sera 1952
- Ruderi di Bovianum, Momento sera 1952
- La valle del Sangro, Momento sera 1952
- Pergamo duecentesco di San Giovanni in Galdo, Momento sera 1952
- L'artistico portale trecentesco della chiesa di Santa Maria Maggiore a Guardiagrele, Momento sera 1952
- La Badia di Faifola detta di Celestino, la pace spirituale, Momento sera 1952
- Fra Ludovico Mancini da Teramo umanista e bibliotecario del sec. XV, Rivista abruzzese, 1953
- Un affresco della scuola di Antonio Solario nella Pinacoteca di Chieti, Rivista abruzzese 1954
- Nuovi documenti sulla vita di Nicola da Guardiagrele, Rivista abruzzese 1954
- Lo scultore Felice Giuliante, Rivista abruzzese 1954
- Il Crocifisso di San Pier Celestino nella chiesa parrocchiale di Roccamorice, Rivista abruzzese 1954
- La Madonna del Monte di Castiglione Messer Marino, Voce di Mamma, 1954
- La festa della Purificazione in un'antica tradizione di Pescara, Attraverso l'Abruzzo 1955
- Affreschi trecenteschi di scuola bolognese nella cattedrale di Chieti, Rivista abruzzese 1956
- Le opere di Giacomo Colombo negli Abruzzi e nel Molise, Rivista abruzzese, Chieti 1956
- Salterii del sec. XV a Tocco da Casauria, Rivista abruzzese 1957
- Un pittore aquilano, Pompeo Cesura, Attraverso l'Abruzzo 1958
- La badia di San Liberatore alla Majella, Rivista abruzzese 1958
- Antonio Zaccaria di Teramo, musicista del '400, Rivista abruzzese 1958
- La Mamma di San Pietro (favola), Attraverso l'Abruzzo 1958
- La Madonna Grande di Caramanico, Rivista abruzzese 1959
- Probabili origini di San Cetteo vescovo di Aterno, Rivista abruzzese 1959
- Artisti atessani: Felice Ciccarelli, Rivista abruzzese 1960
- Trulli pastorali sulla Majella e nel territorio di Roccamorice e di Pretoro, Rivista abruzzese 1961
- Terre e castelli abruzzesi: cenni sulle origini di Ari, Rivista abruzzese 1961
- San Camillo de Lellis e la città di Chieti, L'Amico del popolo 1961
- La cappella del Monte dei Morti nella cattedrale di Chieti, Orizzonti d'Abruzzo 1962
- La grotta del Colle a Rapino, Rivista abruzzese 1962
- Cavalcata dei Banderesi nel colle di Bucchianico, L'Amico del popolo 1962
- San Pietro Celestino e la Badia di San Giovanni in Venere, Rivista abruzzese 1963
- Un quadro di Oreste Recchione nella chiesa di Lettopalena, L'Amico del popolo 1963
- Tradizioni popolari abruzzesi: la Madonna delle Grazie di Chieti, Rivista abruzzese 1964
- Origini della diocesi di Chieti, L'Amico del popolo 1965
- I due anni di San Vincenzo Ferrer nel convento di San Domenico a Sulmona, L'Amico del popolo 1966